# 5281 Ліндстром
5281 Ліндстром (5281 Lindstrom) — астероїд головного поясу, відкритий 6 вересня 1988 року.
Тіссеранів параметр щодо Юпітера — 3,210.